# Verzorgingsplaats Dammer Berge

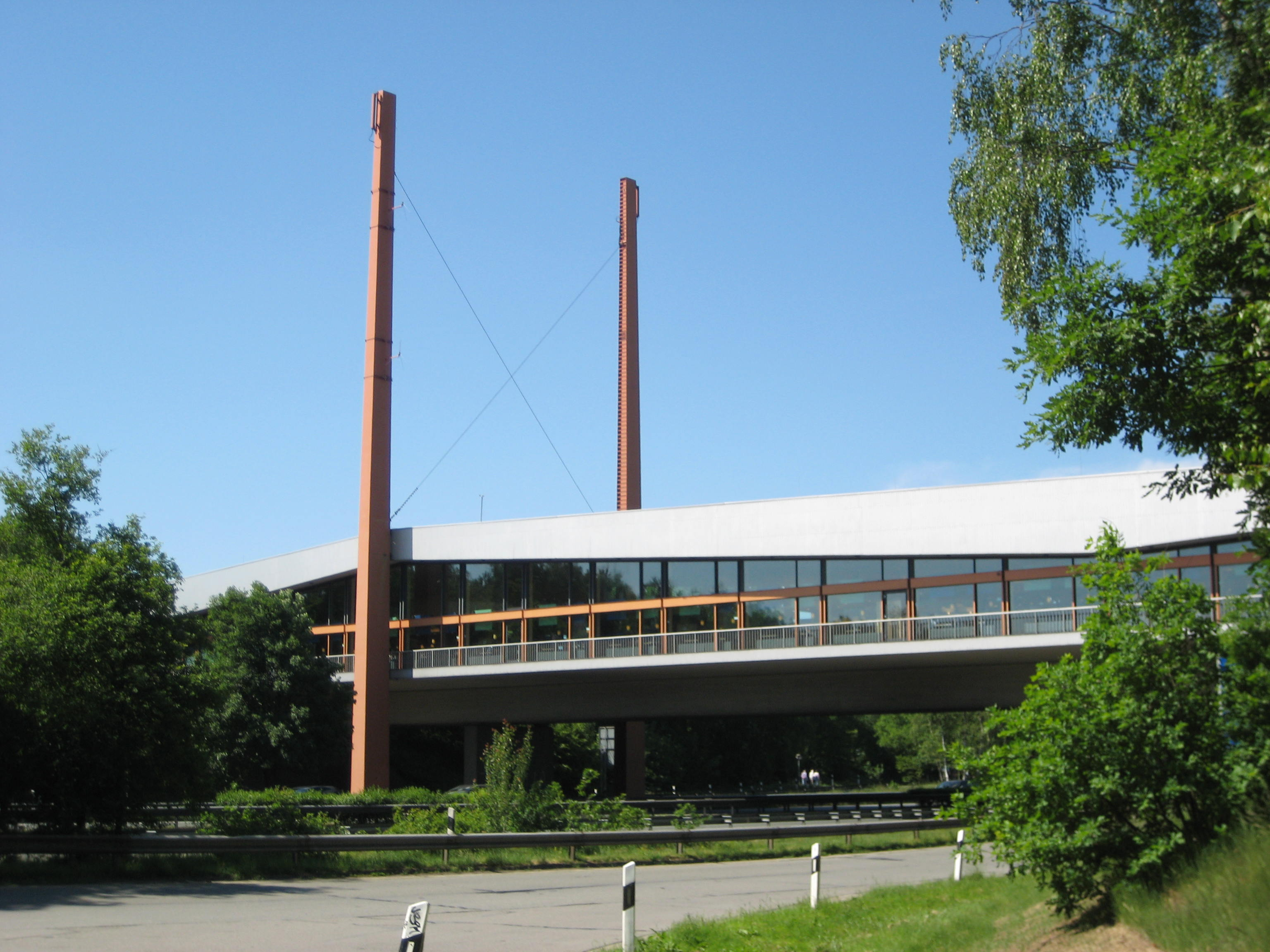
Dammer Berge zuidgevel

De Verzorgingsplaats Dammer Berge is een verzorgingsplaats in Duitsland aan de A1 tussen de afritten Holdorf en Neuenkirchen-Vörden in Nedersaksen en heeft een brugrestaurant, het tweede in zijn soort in Duitsland. Aan de Duitse autosnelwegen is dit type wegrestaurant in de vorm van een brug alleen nog een keer te vinden over de A 9 bij de verzorgingsplaats Frankenwald. De verzorgingsplaats is genoemd naar de 146 meter hoge heuvelrug de Dammer Berge. Jaarlijks bezoeken ongeveer 1 miljoen gasten het brugrestaurant.

## Geschiedenis en gebruik

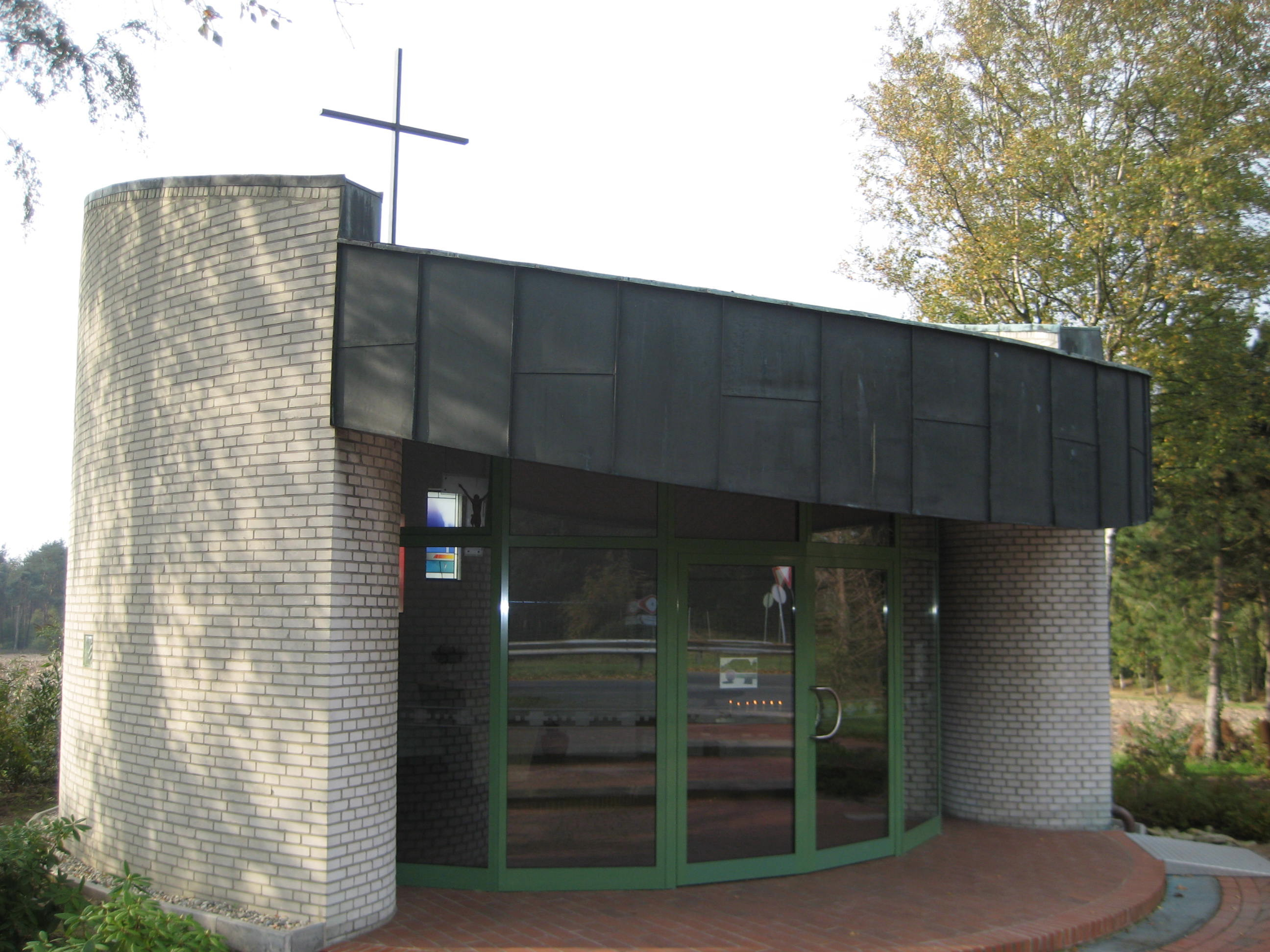
Oecumenische Autobahnkapel

De verzorgingsplaats werd tussen 1967 en 1969 gebouwd met een tankstation en parkeerplaatsen voor 20 vrachtauto's en 65 luxewagens per rijrichting, een brugrestaurant, een motel, alsmede een beheerders- en personeelsverblijf. Op het terrein bevindt zich sinds 1970 aan de westzijde een oecumenische kapel.
Het brugrestaurant is ontworpen door de architecten Paul Wolters en Manfred Bock. De brug moet een verbindend element vormen in het, door de autosnelweg gescheiden, landschap.
Aan de oostkant is het lagergelegen horecagebouw in het talud geïntegreerd. De bouwkosten bedroegen 10 miljoen DM. Aanvankelijk was er sprake van een restaurant met bediening en een klein stukje met zelfbediening. In 1991 werd het restaurant geheel omgebouwd in het kader van het project „Raststätte der Zukunft“.
In 1998 volgde de privatisering en de verzorgingsplaats wordt sindsdien geëxploiteerd door de Duitse keten Tank & Rast. Het latere zelfbedieningsrestaurant biedt plaats aan 360 gasten en heeft ongeveer 60 medewerkers die in drie ploegen het restaurant doorlopend bedienen. Naast het restaurant worden nog twee winkels op het terrein geëxploiteerd en is er een geldautomaat beschikbaar. Zowel aan de westzijde als aan de oostzijde is een speeltuin buiten en binnen een speelhoek voor kinderen. Naast toiletten behoren ook een babykamer, invalidentoilet en een douche voor beroepschauffeurs tot de sanitaire voorzieningen.
In 1992 werd aan de oostzijde een windmolen in gebruik genomen die door de toenmalige beheerder van het brugrestaurant is geplaatst. De windmolen heeft een vermogen van 75 kW, de gondel bevindt zich op 37 meter hoogte en de wieken hebben een doorsnee van 15,6 meter.
In het kader van de uitbreiding van het parkeerterrein in 2011 werd het aantal parkeerplaatsen met 55 plaatsen voor vrachtauto's, 12 plaatsen voor bussen, 44 plaatsen voor luxewagens, waaronder 15 voor auto's met aanhangers en één plaats voor gevaarlijke stoffen en/of zwaar transport verhoogd. Daardoor zijn nu 82 plaatsen voor vrachtauto's en 120 voor luxewagens beschikbaar, alsmede de plaatsen voor bijzondere doelen. Voor invaliden zijn speciale plaatsen aangewezen.
De westzijde ligt op het grondgebied van de gemeente Neuenkirchen-Vörden, terwijl de oostzijde op het grondgebied van Holdorf ligt.

## Constructie
Het 103 meter lange en 18 meter brede brugrestaurant overspant met drie doorgangen de rijbaan van de A1 die hier in een zeven meter diepe uitgraving ligt. De middelste overspanning over de autosnelweg is 39 meter breed, de twee zij overspanningen zijn ieder 19,5 meter breed. Het gebouw rust op een smalle kokerbalk uit voorgespannen beton die tevens als buizenkoker dient. Boven op de kokerbalk ligt een bodemplaat van gewapend beton waarop het eigenlijke restaurant als staalskeletbouw is opgetrokken. De stijfheid van het staalskelet wordt bereikt door de twee 38 meter hoge stalen pylonen aan de westkant van de brug. Behalve voor de stijfheid dienen de pylonen ook de luchtverversing in het gebouw. Voor het geluidsniveau in het restaurant alsmede onderhoudsoverwegingen is de aluminiumgevel van het restaurant één meter naar binnen geplaatst ten opzichte van de rand van de bodemplaat.